# Josep Costa Sobrepera
Josep Costa Sobrepera, també conegut com en Costa és un pintor autodidacta palafrugellenc que destaca per les seves aquarel·les i pintures a l'oli de paisatges marins. També té apunts i retrats al carbó, pintures al pastel i aquarel·les.

## Biografia

### Joventut
Nascut en el si d'una família vinculada amb el món del suro, els seus mestres ja s'adonaren de la seva habilitat per la pintura. Costa Sobrepera rebé classes nocturnes de l'Escola d'Arts i Oficis i, amb 16 anys, va aconseguir la seva primera feina al taller artesanal del mestre forjador Joan Gich. La primera presència pública de la seva obra va ser el 1955 a la Biblioteca de Palafrugell, impulsada pel seu mestre Lluís Medir Jofra.
Continuà exposant les seves obres a la biblioteca i a altres centres de la vila fins al 1958, any que començà a participar en certàmens nacionals i internacionals. Obtingué el segon premi del certamen juvenil d'art organitzat pel Frente de Juventudes de Girona per l'aquarel·la Les voltes de l'hotel Gelpí. El 1958 es va incorporar al servei militar obligatori als campaments de Sant Climent Sescebes inicialment i, més tard, a Figueres, circumstància que aprofità per exposar a la sala municipal de la capital alt-empordanesa.
Durant la dècada del 1960 va ser contractat per diverses empreses com a tècnic i enginyer i durant cinc anys va impartir classes nocturnes a l'Escola d'Arts i Oficis de Palafrugell, substituint al seu mestre. El 1966 es va matricular a l'Escola d'Enginyers Tècnics Industrials de Barcelona. Tot això va fer que Costa Sobrepera disposés de poc temps per la pintura.

### Dedicació com a artista
Fins a l'any 1971 Josep Costa residí a Barcelona, on instal·là el seu primer estudi i es matriculà com a oïdor en les classes d'anatomia de l'Escola de Belles Arts: allí va conèixer artistes com Martínez Lozano. Va tornar a Palafrugell el 1972 per dedicar-se plenament a la pintura al seu estudi, on també impartia classes de dibuix i pintura. Durant els següents anys exposà la seva obra a algunes galeries d'art d'arreu de Catalunya i Espanya, inclosa la Sala Rovira de Barcelona, i va ser guardonat en diferents concursos, tant nacionals com internacionals. El 1975 exposa a diverses sales i galeries d'art.
Les acaballes de la dècada del 1970 i els anys 1980 van ser l'època de gran producció artística de Costa Sobrepera i de gran avenç en la divulgació de la seva obra, amb la participació en molts certàmens internacionals i una presència significativa per tot Catalunya i l'obertura a l'estat espanyol. La diada de Sant Jordi de 1994 va inaugurar a Pals un estudi-museu per difondre el seu treball.

### Nous horitzons
El 1996 va iniciar una nova etapa creativa que el portà a viatjar per països nòrdics i arreu de l'Europa Occidental. Amb aquesta nova etapa l'artista, sense abandonar la seva temàtica habitual, va abandonar momentàniament la pintura a l'oli per dedicar-se a l'aquarel·la, i altres colors com el gris i el verd van prendre protagonisme.
Costa Sobrepera continuà aconseguint premis, sobretot en territori francès, i el reconeixement aconseguit va fer que a començaments del segle XXI diverses institucions s'interessessin per la seva obra i que el 1998 el Diari de Girona obsequiés als seus lectors amb làmines de les seves obres.
El seu fons documental es conserva a l'Arxiu Municipal de Palafrugell.

## Obres destacades
- Èxtasi. L'espera d'un desig (1953)
- Mercat (Guatemala, 1987)
- Mercat al carrer (Guatemala, 1987)
- El vel de la llum (Suècia, 1997)
- Dona (Índia, 1998)
- Home (Índia, 1998)
- Llum matinal (Palamós, 1999)
- Barques (Port de la Selva, 2004)

## Exposicions
| Any  | Espai                                      | Ciutat                 | Descripció                                                                                                  |
| ---- | ------------------------------------------ | ---------------------- | --- |
| 1955 | Biblioteca de Palafrugell                  | Palafrugell            | Exposició individual d'aquarel·les                                                                          |
| 1956 | Biblioteca de Palafrugell                  | Palafrugell            | Exposició individual d'aquarel·les                                                                          |
| 1957 | Caixa d'Estalvis de la Diputació de Girona | Palafrugell            | Exposició individual d'olis                                                                                 |
| 1958 | Caixa d'Estalvis de la Diputació de Girona | Palafrugell            | Exposició individual d'olis                                                                                 |
| 1958 | Sala Municipal                             | Figueres               | Exposició individual d'aquarel·les                                                                          |
| 1973 | Sala Rovira                                | Barcelona              | Exposició individual                                                                                        |
| 1974 | Sala d'art Empordà                         | Palafrugell            | Exposició individual d'olis i aquarel·les                                                                   |
| 1975 | Sala d'art Empordà                         | Palafrugell            | Exposicions individual d'aquarel·les i col·lectiva                                                          |
| 1975 | Sala Art i Color                           | Vic                    | Exposició individual d'aquarel·les                                                                          |
| 1975 | Les Voltes                                 | Olot                   | Exposició individual d'aquarel·les                                                                          |
| 1976 | Sala d'art Empordà                         | Palafrugell            | Exposicions individual i col·lectives                                                                       |
| 1976 | Caixa d'Estalvis de Girona                 | Palafrugell            | Exposició individual                                                                                        |
| 1976 | Sala Art i Color                           | Vic                    | Exposició individual                                                                                        |
| 1976 | Galeries Tramontan                         | Barcelona              | Exposició individual                                                                                        |
| 1976 | Caixa de Pensions de Girona                | Palafrugell            | Exposició individual                                                                                        |
| 1976 | Galeries d'art Tramontan                   | Palamós                | Exposició col·lectiva                                                                                       |
| 1977 | Sala Llorens                               | Barcelona              | Exposició individual                                                                                        |
| 1977 | Sala d'art Armengol                        | Olot                   | Exposició individual                                                                                        |
| 1978 | Sala d'art Empordà                         | Palafrugell            | Exposició individual                                                                                        |
| 1979 | Galeries Rhodes                            | Figueres               | Exposició individual                                                                                        |
| 1979 | Sala Llorens                               | Barcelona              | Exposició individual                                                                                        |
| 1980 | Galeria Bonanova                           | Barcelona              | Exposició individual                                                                                        |
| 1980 | Galeries d'art Tramontan                   | Barcelona              | Exposició individual                                                                                        |
| 1980 | Sala d'art Empordà                         | Palafrugell            | Exposició individual                                                                                        |
| 1981 | Sala d'art Empordà                         | Palafrugell            | Exposició individual                                                                                        |
| 1981 | Sala d'art Empordà                         | Palafrugell            | Exposició col·lectiva Nadal 81                                                                              |
| 1982 | Galeria d'art Josep Fajol                  | Figueres               | Exposició individual d'olis                                                                                 |
| 1982 | Sala d'art Empordà                         | Palafrugell            | Exposició individual d'olis                                                                                 |
| 1982 | Estudi Vila Clara                          | La Bisbal d'Empordà    | Exposició individual d'olis                                                                                 |
| 1982 | Casa de cultura Josep Pla                  | Palafrugell            | Exposició col·lectiva                                                                                       |
| 1983 |                                            | Mirapeis               | Exposició individual                                                                                        |
| 1983 | Sala d'art Empordà                         | Palafrugell            | Exposició individual d'olis                                                                                 |
| 1984 | Sala d'art Empordà                         | Palafrugell            | Exposició individual d'olis                                                                                 |
| 1984 | Galeries d'art El Claustre                 | Girona                 | Exposició col·lectiva                                                                                       |
| 1986 | Galeria Fòrum                              | Girona                 | Exposició col·lectiva                                                                                       |
| 1986 |                                            | Madrid                 | Exposició col·lectiva amb motiu de l'American Chamber of Comerce in Spain                                   |
| 1987 | Galeria d'art Mayte Muñoz                  | Barcelona i Madrid     | Exposició individual                                                                                        |
| 1987 | Sala d'art Gabernia                        | València               | Exposició individual                                                                                        |
| 1987 | Galeria Fòrum                              | Girona                 | Exposició individual                                                                                        |
| 1988 | Galeria d'art Intel·lecte                  | Sabadell               | Exposició individual d'olis                                                                                 |
| 1988 | Sala Art i Color                           | Vic                    | Exposició individual                                                                                        |
| 1988 | Galeria d'art Mayte Muñoz                  | Barcelona              | Exposició individual                                                                                        |
| 1988 | Galeria d'art Chelsea                      | Manresa                | Exposició individual                                                                                        |
| 1988 | Sala d'art Empordà                         | Palafrugell            | Exposició individual                                                                                        |
| 1988 | Galeria d'art Petritxol                    | Barcelona              | Exposició col·lectiva                                                                                       |
| 1989 | Galeria d'art Mayte Muñoz                  | Madrid                 | Exposició individual                                                                                        |
| 1989 | Sala d'art Rovira                          | Sabadell               | Exposició individual                                                                                        |
| 1989 | Sala d'art Intel·lecte                     | Sabadell               | Exposició individual                                                                                        |
| 1990 | Galeria Watt's Art                         | Castellar del Vallès   | Exposició individual                                                                                        |
| 1990 | Sala d'art Lloveras                        | Terrassa               | Exposició individual                                                                                        |
| 1990 | Galeria d'art El Claustre                  | Girona                 | Exposició col·lectiva                                                                                       |
| 1990 | Sala Xiprell                               | Manresa                | Exposició individual                                                                                        |
| 1991 | Sala d'art Lloveras                        | Terrassa               | Exposició individual                                                                                        |
| 1991 | Sala d'art El Corte Inglés                 | Barcelona              | Exposició individual                                                                                        |
| 1992 | Sala d'art Xipell                          | Manresa                | Exposició individual                                                                                        |
| 1992 | Sala d'art Rovira                          | Sabadell               | Exposició individual                                                                                        |
| 1996 | Trondhjems Art Gallery                     | Noruega                | Exposició individual                                                                                        |
| 1996 | Gallery Gunvor                             | Noruega                | Exposició individual                                                                                        |
| 1997 | Gallery E. Hellingsen                      | Aalesund               | Exposició individual                                                                                        |
| 1998 | Sala Art-4                                 | Palafrugell            | Exposició individual                                                                                        |
| 1999 | Trondhjems Art Gallery                     | Noruega                | Exposició individual                                                                                        |
| 1999 | Galeries d'art Calella                     | Calella de Palafrugell | Exposició col·lectiva                                                                                       |
| 2000 | Gallery E. Hellingsen                      | Aalesund               | Exposició individual                                                                                        |
| 2000 | Galeria d'art Mayte Muñoz                  | Barcelona              | Exposició individual                                                                                        |
| 2000 | Casa de cultura Cala Pruna                 | Pals                   | Exposició col·lectiva                                                                                       |
| 2001 | Salon du Val d'Or                          | França                 | Exposició col·lectiva en homenatge als artistes desapareguts espanyols Josep Sarquella i Ezequiel Torroella |
| 2003 | Sala d'art Xipell                          | Manresa                | Exposició individual d'olis                                                                                 |
| 2004 | Sala d'art Goya El Corte Inglés            | Madrid                 | Exposició individual d'olis                                                                                 |
| 2006 | Gallery Thuiller Art & Colours             | París                  | Exposició individual                                                                                        |
| 2007 | Teatre Municipal                           | Palafrugell            | Exposició individual sota el títol Costa Sobrepera, la retina i el paisatge                                 |
| 2008 | Centre cívic                               | Portbou                | Exposició col·lectiva                                                                                       |
| 2011 | Ca la Pruna                                | Pals                   | Exposició en memòria de la seva dona                                                                        |
| 2012 | Teatre Municipal                           | Palafrugell            | Exposició individual d'olis (juliol)                                                                        |

## Obra en museus
Les seves obres són presents en museus de les comarques gironines:
- Museu Arqueològic Comarcal de Banyoles
- Museu de l'Empordà (Figueres)
- Fons d'Art del Museu del Suro de Palafrugell
- Museu de l'aquarel·la de Llançà
- Diputació de Girona
- Ajuntament de Girona